# Zelous Wheeler
Zelous Lamar Wheeler (né le 16 janvier 1987 à Childersburg, Alabama, États-Unis) est un joueur de baseball des Tohoku Rakuten Golden Eagles de la Ligue Pacifique du Japon.

Principalement joueur de troisième but, Wheeler peut aussi évoluer au deuxième but, à l'arrêt-court et au champ droit. En 2014, il évolue pour les Yankees de New York de la Ligue majeure de baseball. 

## Carrière
Zelous Wheeler est repêché au 19e tour de sélection par les Brewers de Milwaukee en 2007. Il passe 8 ans en ligues mineures avant d'atteindre les majeures. Après avoir débuté dans l'organisation des Brewers, il est réclamé au ballottage par les Orioles de Baltimore le 29 mars 2012. et joue deux saisons en ligues mineures pour ces derniers. Après la saison 2013, Wheeler reçoit un contrat des Yankees de New York.
Wheeler joue son premier match dans le baseball majeur avec les Yankees de New York le 3 juillet 2014 contre les Twins du Minnesota et dans cette rencontre frappe son premier coup sûr : un coup de circuit aux dépens du lanceur Phil Hughes.
En novembre 2014, Wheeler rejoint les Tohoku Rakuten Golden Eagles de la Ligue Pacifique du Japon.